# Open Food Facts
Open Food Facts (OFF) er en fri og gratis onlinetjeneste, der indeholder en open source database over fødevarer fra hele verden licenseret under Open Database License mens dens illustrationer er udgivet under Creative Commons licensen cc-by-sa. Derudover rummer projektet også en app, der kan hentes til brugerens smartphone.
Open Food Facts database og produktbilleder er skabt med fælles hjælp, også kaldet crowdsourcing.
Projektet startede d. 19. maj 2012 af den franske programmør Stéphane Gigandet. Dette skete til Food Revolution Day som var arrangeret af Jamie Oliver og har vundet Dataconnexions Award i 2013 fra Etalab og OKFN Award i 2015 fra Open Knowledge.
I maj 2016 indeholdt dens database mere end 80.000 produkter fra 141 lande. Mens at tallet året efter i juni 2017 var mere end 10-doblet til 880.000 primært på grund af det voksende økosystem af apps og import af åbne data fra forskellige lande. I oktober 2019 passerede OFF milepælen på 1.000.000 produkter. Ved projektets 10-årsdag i maj 2022 var tallet steget til 2,3 millioner produkter fra 182 lande. I foråret 2025 er tallet passeret de tre millioner produkter.

## Oversigt
Projektet indsamler information, produktbilleder og data om fødevarer fra hele verden.
For hvert produkt eller fødevare gemmer databasen dens generiske navn, mængde, emballagetype, mærke, kategori, produktions- eller forarbejdningssteder, lande og butikker, hvor produktet sælges, ingrediensliste, eventuelle spor (for allergier, kostlove eller enhver specifik diæt), tilsætningsstoffer og ernæringsoplysninger. Næringsværdien beregnes ved hjælp af Nutri-Score. Derudover kan brugeren også uploade beviser for købspris og sted i form af fx indscannede kvitteringer.
Som bruger, kan man tilføje eller redigere data om fødevarer baseret på de oplysninger, der eksplicit vises på pakken. Til at styre at alle data knyttes til de rette produkter, anvender projektet GTIN ( Global Trade Item Number ), der er indlejret i stregkoden på produktets emballage (hvis tilgængelig), som identifikator. Open Food Facts apps giver også mulighed for at optage billeder og information, som derefter manuelt behandles af frivillige.
På grund af projektets åbne samarbejde og fællesskabsbidrag sammenlignes projektet undertiden med Wikipedia i medierne. Man ser fx projektet omtalt som Fødevarernes Wikipedia.
I december 2024 tilføjede FN projektet som et af verdens 180 digitale offentlige goder.

## Metode
Score udviklet af forskere
Ud fra ernæringsoplysninger og produktkategori beregnes Nutri-score ernæringsscoren for hvert produkt i henhold til metoden"Nutri-Score". udviklet af Pr. Serge Hercberg. Det giver et syntetisk billede af et produkts kvalitet ud fra et strengt ernæringsmæssige betragtninger.
Siden 2018 har markering af fødevarer indenfor NOVA-gruppen, også været anvendt."Nova Groups". Det giver en indikation af graden af fødevareforarbejdning. En score på 1 betyder, at maden er minimalt forarbejdet, mens en score på 4 indikerer, at maden er ultraforarbejdet. NOVA er skabt af Pr. Carlos Monteiro
Datahistorisering
Ligesom på Wikipedia, eller for enhver anden wiki i øvrigt, er informationen om produkter, der findes på "Open Food Facts", historiseret. Der er derfor en historik, som knytter sig til produktet.

## Open Food Facts-appen
Open Food Facts har også lavet en app, som det er muligt at hente til både iOS og Android, men også til F-Droid samt en Android-version, der kan hentes fra Github. Appen giver brugeren mulighed for både at agere som informationstager og som bidragsyder. Den giver mulihged for hurtigt at tilføje produkter til projektet (ved at fotografere dem og udfylde produktoplysninger). Appen kan også bruges til at scanne stregkoden på fødevarer og direkte se ernærings- og øko-scoren. Dette muliggør også at brugeren kan sammenligne forskellige fødevarer baseret på deres ingredienser.

## Relaterede projekter
Sideløbende med Open Food Facts-projektet udviklede projektgruppen flere andre lignende projekter:
Open Beauty Facts
I 2014 en version vedrørende skønhedsprodukter. I september 2018 indeholdt produktdatabasen mere end 8.100 referencer.
Open Pet Food Facts
Den 1. april 2017 blev projektet Open Pet Food Facts lanceret med det formål at erstatte Open Food Facts. Det startede egentlig som en aprilsnar, men deres aprilsnar- joke blev en realitet og dermed det endelig det 3. projekt efter Open Beauty Facts. Et år senere i september 2018 indeholdt produktdatabasen næsten 1.000 referencer, hvoraf kattefoder repræsenterede næsten 20 % af disse.
Open Product Facts
Den 1. april 2018 blev projektet Open Products Facts lanceret med det formål at være starten på databasen over alting. Aprilsnar- joken blev endelig det fjerde projekt efter Open Pet Food Facts. Databasen indsamler alle produkter, der ikke tilhører Open Food Facts, Open Beauty Facts eller Open Pet Food Facts. Projektet blev derefter omorienteret for at muliggøre mere cirkulært forbrug og forlænge levetiden for hverdagsgenstande.
Open Prices
Dette projekt har til formål at gennemføre en fælles prisindsamling.

## Finansiering
Økonomien og finansieringen af Open Food Facts er uafhængig af landbrugs- og fødevareindustrien. Finansieringsmodellen er baseret på tilskud og støtte, samt donationer fra offentligheden. Open Food Facts modtager derudover støtte fra Santé publique France, der er den franske sundhedsmyndighed, for sin sundhedsrolle på Nutri-Score, fra EU-kommissionen via NLNet-programmet for open source og fra Googles filantropiske afdeling, Google.org, for sin indflydelse på miljøet. Andre partnere og støtter omfatter fondene Afnic, Mozilla, Perl, Free og OVH.
Open Food Facts modtog derudover en bevilling på 1,1 millioner euro i april 2021, samt bevilget støtte fra 10 Google-medarbejdere i en periode på 6 måneder til udvikling af den nye mobilapplikation samt beregning af Eco-scoren med hjælp af maskinlæring.

## Eksterne links
- Wikimedia Commons har flere filer relateret til Open Food Facts

- Officiel webside
- Open Food Facts team wiki (engelsk)
- blog.openfoodfacts.org (engelsk)